# St. Ägidius (Mittelheim)

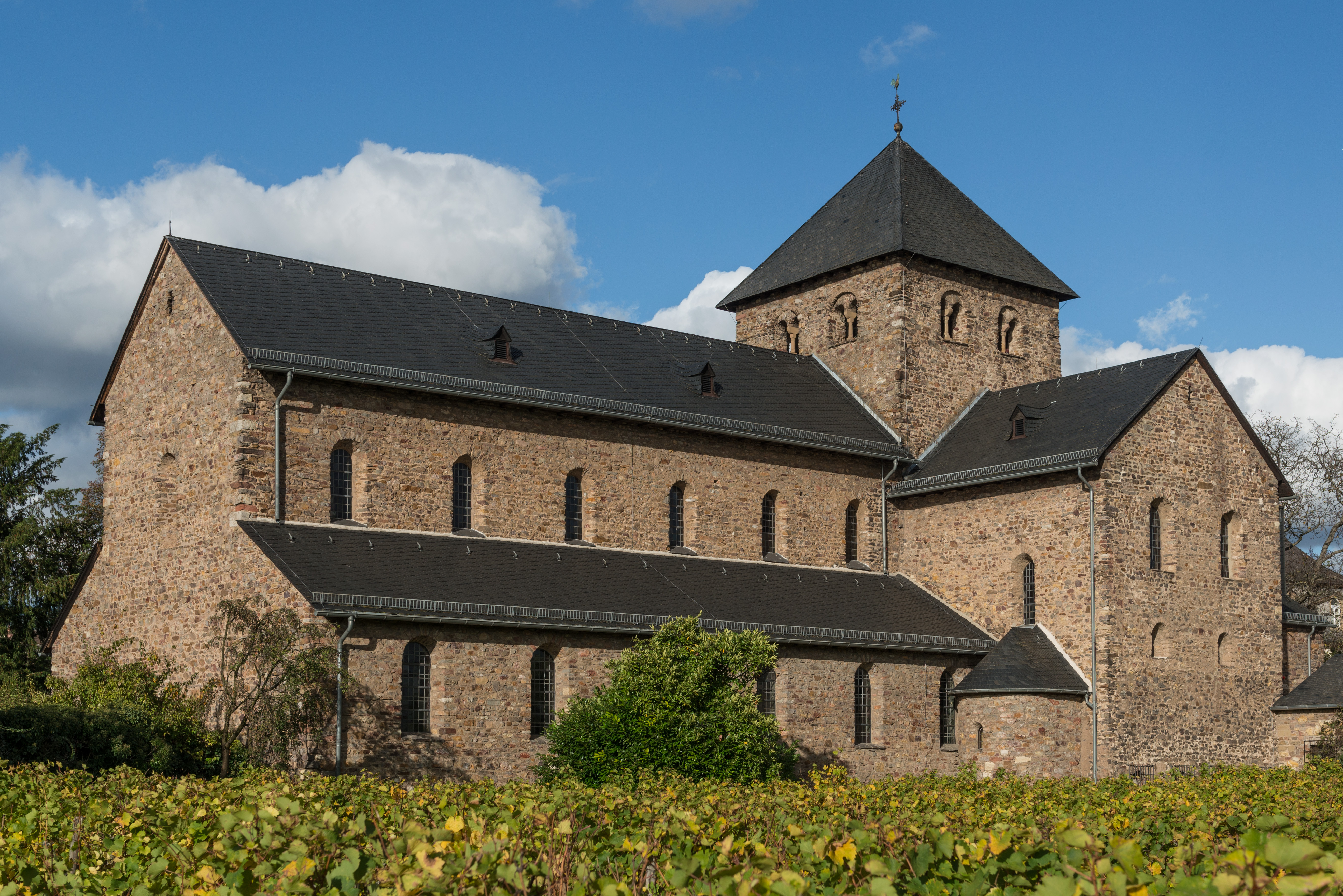
Gesamtansicht von Süden

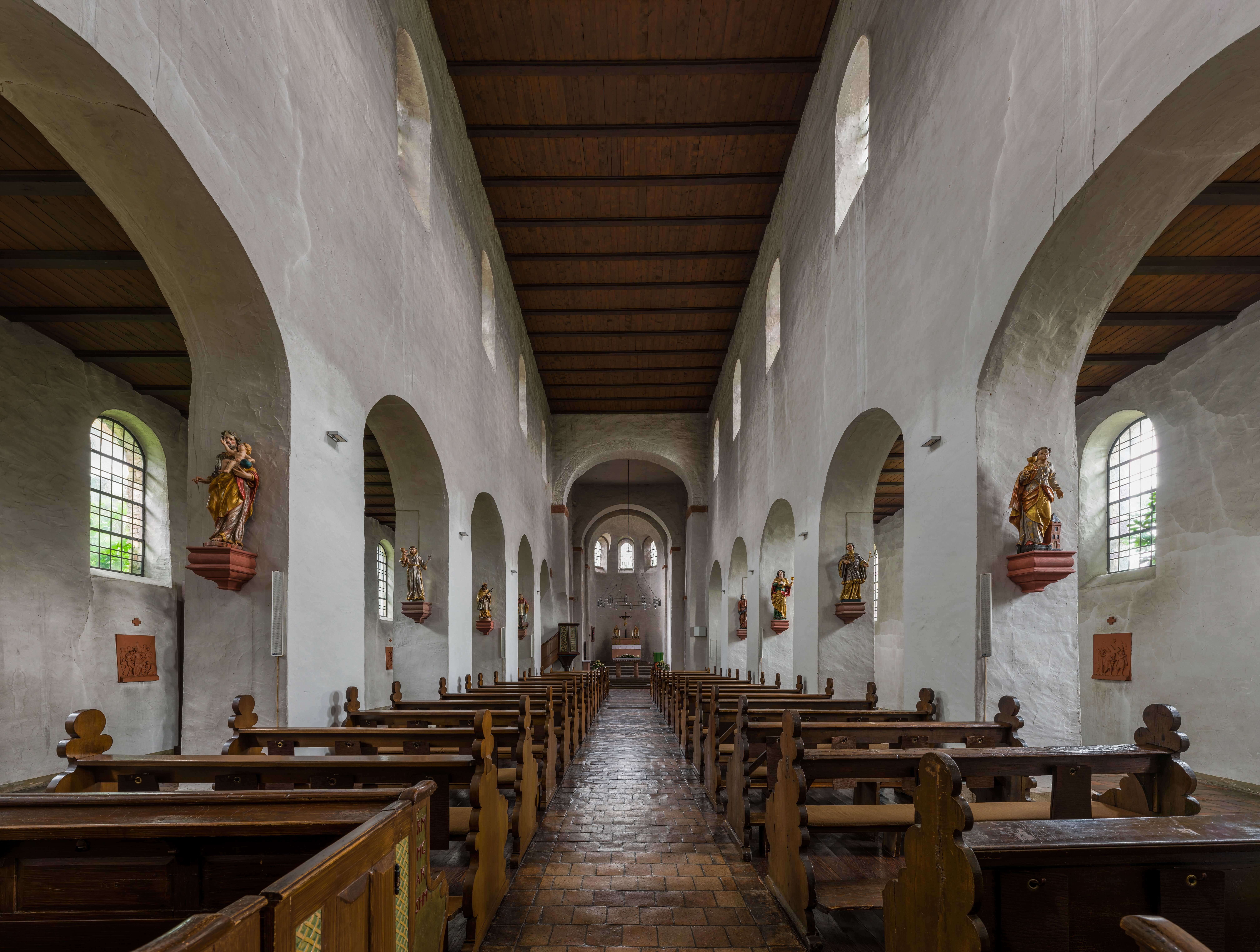
Blick durch das Mittelschiff

Die Basilika St. Ägidius ist ein dreischiffiger romanischer Kirchenbau in Mittelheim im hessischen Rheingau. Die dem Heiligen Aegidius geweihte Kirche stammt aus dem frühen 12. Jahrhundert, wurde jedoch zum Teil bereits auf den Fundamenten einer Kapelle aus dem 10. Jahrhundert errichtet und ist damit die älteste Kirche im Rheingau. St. Aegidius ist heute eine Filialkirche der Pfarrei St. Peter und Paul Rheingau, einer Pfarrei neuen Typs. Seit 2015 ist St. Peter und Paul in Eltville auch Pfarrkirche von Mittelheim.

## Geschichte

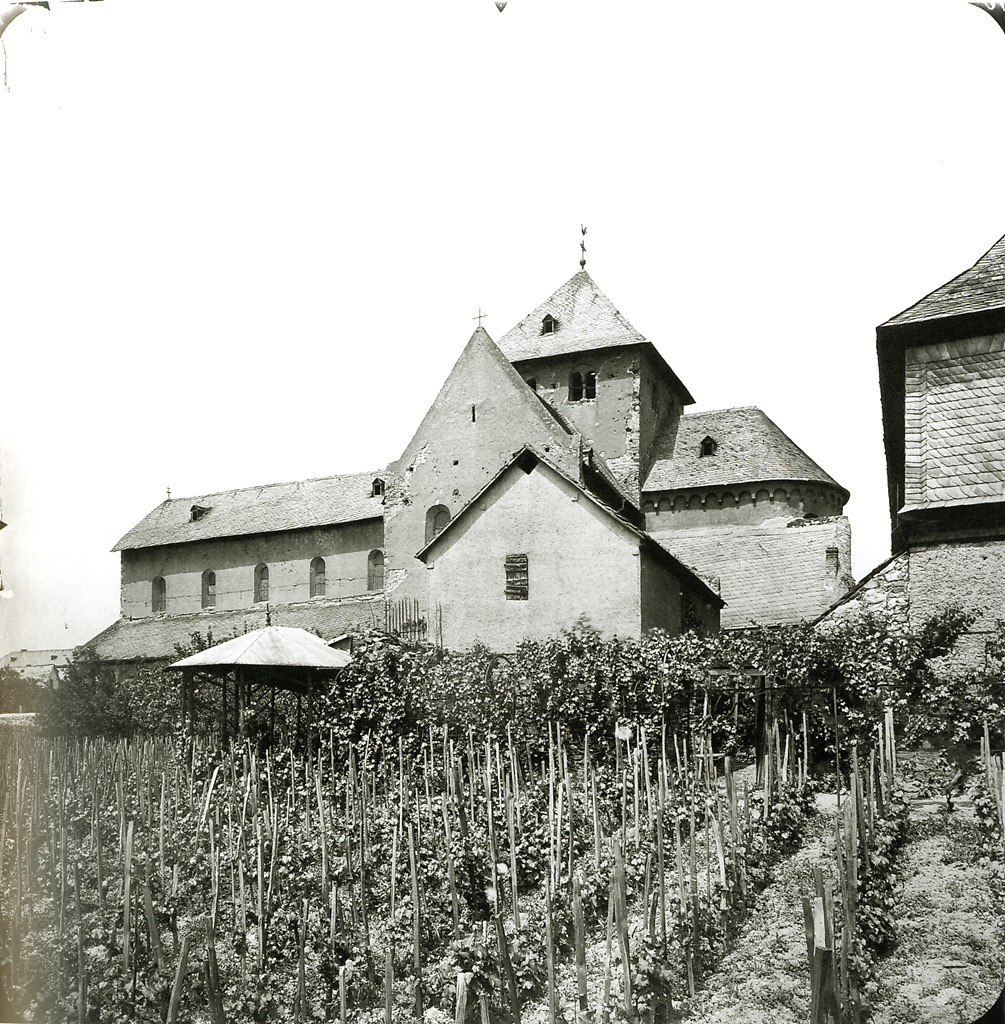
Die Basilika um das Jahr 1900.
(Fotografie: Albrecht Meydenbauer)

Bereits vor 1000 existiert eine einschiffige, ottonische Kapelle am Standort der heutigen Basilika. Nach 1108 leben Augustiner-Chorfrauen in einem kleinen von dem Mainzer Ministerialen Wulverich von Winkel, einem Angehörigen der Familie Greiffenclau, zu Ehren des heiligen Aegidius gestifteten Kloster bei der Kapelle. Die Kapelle wird zwischen 1118 und 1131 durch den heutigen dreischiffigen Bau ersetzt.
1131 wird die Basilika eingeweiht; dem Kloster schließen sich die vom Mainzer Erzbischof Adalbert I. aus Kloster Eberbach vertriebenen Augustiner-Chorherren an, wodurch das Aegidenkloster zu einem Doppelkloster wird. Der Männerkonvent hält sich jedoch nur einige Jahrzehnte. 1213 ziehen die Augustinerinnen in das Kloster Gottesthal bei Oestrich; die Basilika nutzen sie jedoch weiterhin als Klosterkirche. Zu diesem Zeitpunkt sind bereits keine Mönche mehr in Mittelheim; sie sind vermutlich nach Kloster Eberbach (inzwischen zisterziensisch besiedelt) zurückgekehrt. Ab etwa 1250 wird das Kloster in Mittelheim noch einmal von den Augustinerinnen bewohnt, nachdem ein Großteil des Konvents von Kloster Gottesthal zu den Zisterzienserinnen übergetreten ist. Eine kleine augustinisch gebliebene Gruppe von Chorfrauen kehrt mit Erlaubnis des Erzbischofs Christian II. in die Klostergebäude nach Mittelheim zurück. Erzbischof Gerhard I., der Nachfolger Christian II., verbietet den Nonnen von Mittelheim die Aufnahme von Novizinnen; damit stirbt das Kloster langsam aus.
Ab 1263 ist die Basilika Pfarrkirche der Gemeinde von Mittelheim. Das Kloster Gottesthal hat ab 1284 Patronatsrecht über Pfarrei und Basilika in Mittelheim. 1353 ist die Pfarrei St. Aegidius etabliert und bekommt einen eigenen Pfarrer. Seit 1448 sind das Kloster Gottesthal und das Stift St. Viktor vor Mainz verpflichtet die Basilika zu erhalten. Die Kirche erhält 1511 eine kunstvoll geschnitzte Kanzel aus der Werkstatt von Erhart Falckener, der in Abensberg geboren wurde und am Mittelrhein wirkte. In der Zeit von 1699 bis 1720 sorgen das St. Viktor-Stift und die Familie Greiffenclau von Schloss Vollrads für einen Hochaltar und Ausstattung im barocken Stil.
Im Zuge von Renovierungen 1903, 1938 und 1952 wird die Basilika wieder in den romanischen Urzustand zurückversetzt. Dabei werden 1938 die aus dem 10. Jahrhundert stammenden Fundamente des ottonischen Vorgängerbaus der Basilika freigelegt.
Eine architektonische Besonderheit der Basilika ist die heute nur noch selten erhaltene Bauform einer Dreifach-Apsis: Sowohl das Hauptschiff als auch die beiden Seitenschiffe schließen im Osten mit je einer halbkreisförmigen Altarnische ab.

## Ausstattung
- Taufkapelle mit 8-eckigem Taufstein aus Sandstein mit dem Wappen des Stifters (um 1490);
- Hochaltar (romanischer Block aus der Erbauungszeit), darüber barocke Kreuzigungsgruppe von 1720. Durch eine Öffnung auf der Rückseite gelangt man in eine Confessio mit Altarmensa und Reliquiengrab;
- Bayerische Renaissancekanzel (Erhart Falckener-Werkstatt, 1511) mit Schnitzereien und Inschriften;
- Grabdenkmäler aus dem 16., 17. und 18. Jahrhundert für lokale Adelspersönlichkeiten und Schöffen; der früheste dieser Epitaphe ist Margaretha von Frankenstein gewidmet. Aufwändig mit Familienwappen verziert und Inschrift versehen ist das Grabmal für die am 26. Mai 1658 verstorbene Rosina Greiffenclau von Vollrads;
- Unter der Vierung zwei gotische Skulpturen des Hl. Ägidius (um 1380) und des Hl. Urban (um 1500), ferner barocke Heiligenfiguren des 17. und 18. Jh. (über dem Eingang an der Westwand Hl. Margarethe und Hl. Georg über getötetem Drachen, an den Arkadenpfeilern im Kirchenschiff Aloysius, Josef, Antonius von Padua und nochmals Ägidius);
- Barockes Chorgestühl von 1684, Beichtstuhl um 1700;
- In der nördlichen Seitenapsis spätgotische Pietà aus Terrakotta (um 1420), die von einer Weinhändlerfamilie im 19. Jahrhundert gestiftet wurde;

## Orgel
Die ebenerdig im nördlichen Seitenschiff platzierte Orgel wurde 1978 von Fischer + Krämer Orgelbau erbaut. Das mechanische Schleifladeninstrument hat folgende Disposition:
| I Hauptwerk C–g3 |       |
| Principal        | 8′    |
| Bourdon          | 8′    |
| Octave           | 4′    |
| Rohrflöte        | 4′    |
| Nasard           | 2 ⁄3′ |
| Flageolett       | 2′    |
| Mixtur IV        | 1 ⁄3′ |
| Trompete         | 8′    |

| II Positiv C–g3 |    |
| Rohrflöte       | 8′ |
| Flöte           | 4′ |
| Prinzipal       | 2′ |
| Sesquialter II  |    |
| Scharff III     | 1′ |
| Dulcian         | 8′ |
| Tremolo         |    |

| Pedal C–f1 |       |
| Subbaß     | 16′   |
| Octave     | 8′    |
| Tenorflöte | 4′    |
| Mixtur IV  | 2 ⁄3′ |
| Fagott     | 16′   |

- Koppeln: II/I, I/P, II/P

## Glocken
Das Vorgängergeläut wurde 1887 von der Glockengießerei Otto aus Hemelingen gegossen, diese Glocken wurden dann Opfer der Kriege. Über das heutige Geläut, das ebenfalls von der Firma Otto stammt, schreibt der Glockensachverständige Clemens Weckbacher: Die sehr durchschnittliche Qualität dieser Glocken steht im Widerspruch zur Bedeutung und Ehrwürdigkeit des berühmten romanischen Bauwerks. 
Geläutedisposition:  e′+9 – g′+9 – a′+5 – h′+6
| Nr. | Name      | Gussmetall    | Masse (kg) | Ø (mm) | Schlagton (16tel) | Abklingdauer (Sec.) | Klangverlauf | Gussjahr | Glockengießer            | Inschrift                                                                           |
| 1   | Ägidius   | Glockenbronze | ca. 950    | 1208   | e1+9              | 48                  | vibrierend   | 1948     | Otto / Bremen-Hemelingen | + AEGIDIUS DICOR POPULUM VOGE ME FUGE DAEMON +                                      |
| 2   | Bernhard  | Glockenbronze | ca. 400    | 902    | g1+9              | 48                  | vibrierend   | 1948     | Otto / Bremen-Hemelingen | + SANKT BERNHARD PREDIGT AM RHEIN RUFT ZUM HEILIGEN LAND FÜHRT UNS ZUM HIMMEL EIN + |
| 3   | Maria     | Glockenbronze | 650        | 1026   | a1+5              | 25                  | vibrierend   | 1948     | Otto / Bremen-Hemelingen | + ME RESONATE PIA POPULO SUCCURRE MARIA +                                           |
| 4   | Hildegard | Glockenbronze | 300        | 808    | h1+6              | 44                  | vibrierend   | 1948     | Otto / Bremen-Hemelingen | + HILDEGARD HEISS ICH GOTTES WEGE WEIS ICH FRIEDEN BRING ICH +                      |

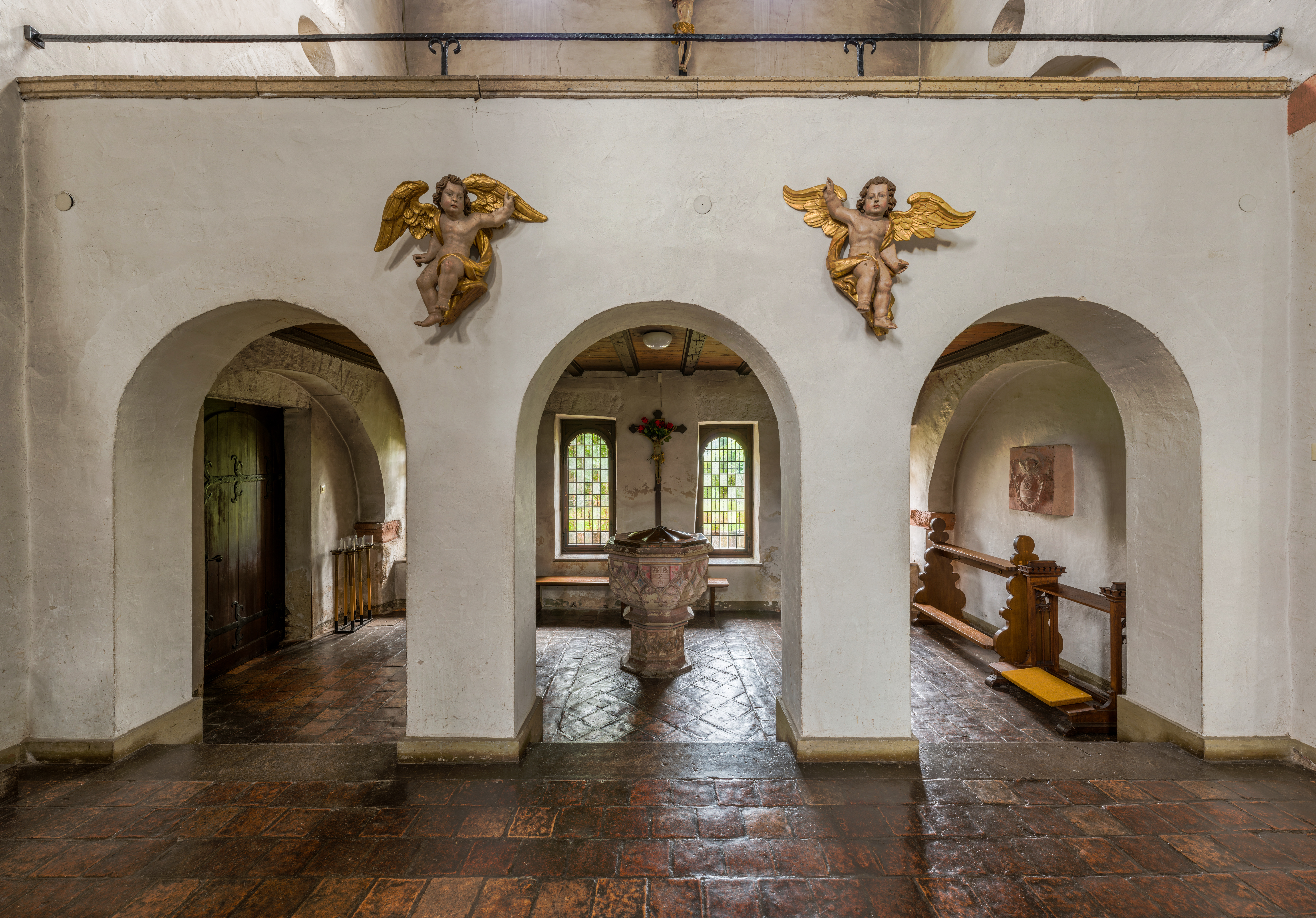
Taufkapelle mit Taufstein, um 1490
Altarraum
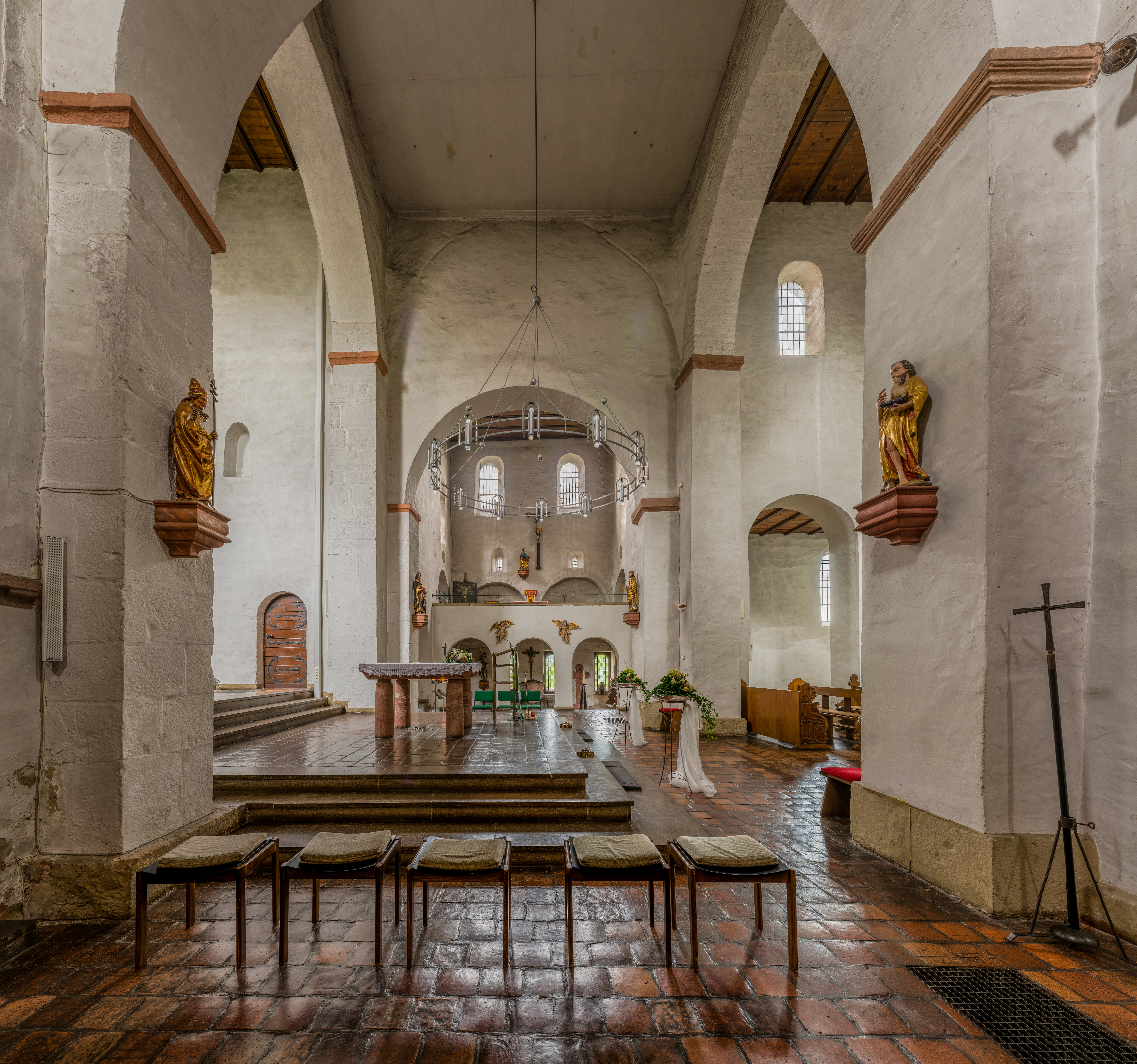
Querhaus
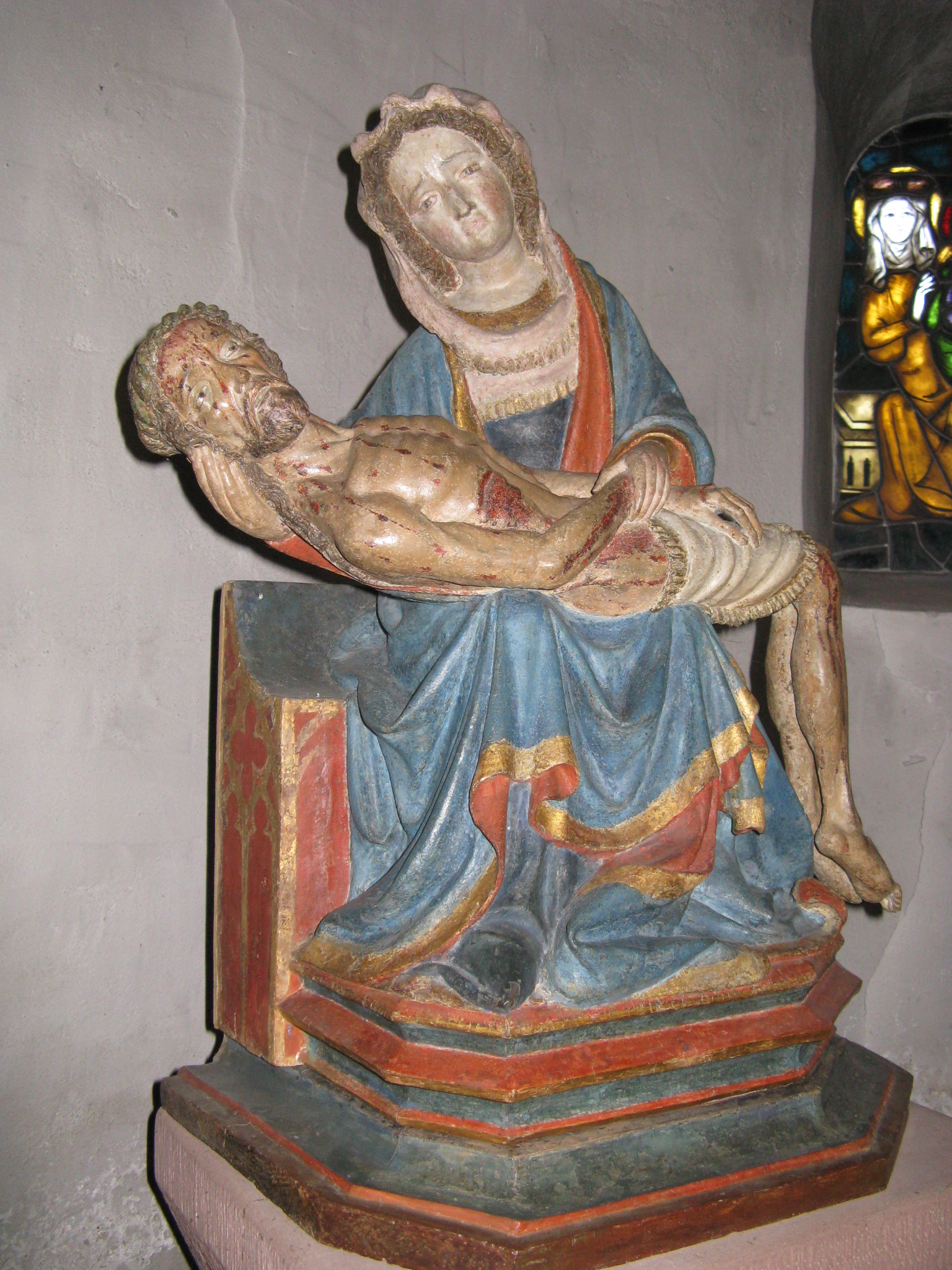
Pietà, um 1420
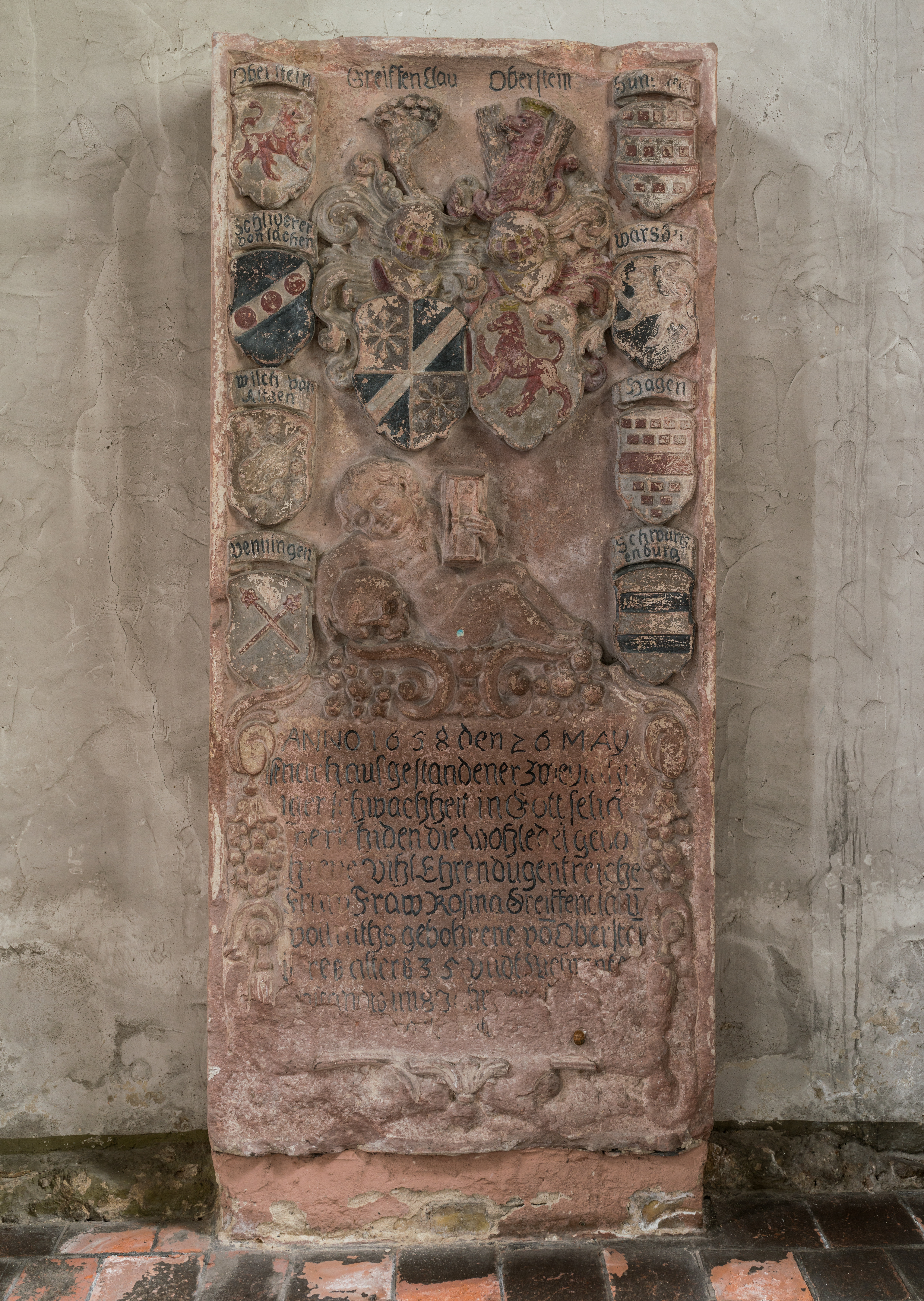
Grabmal für Rosina Greiffenclau von Vollrads
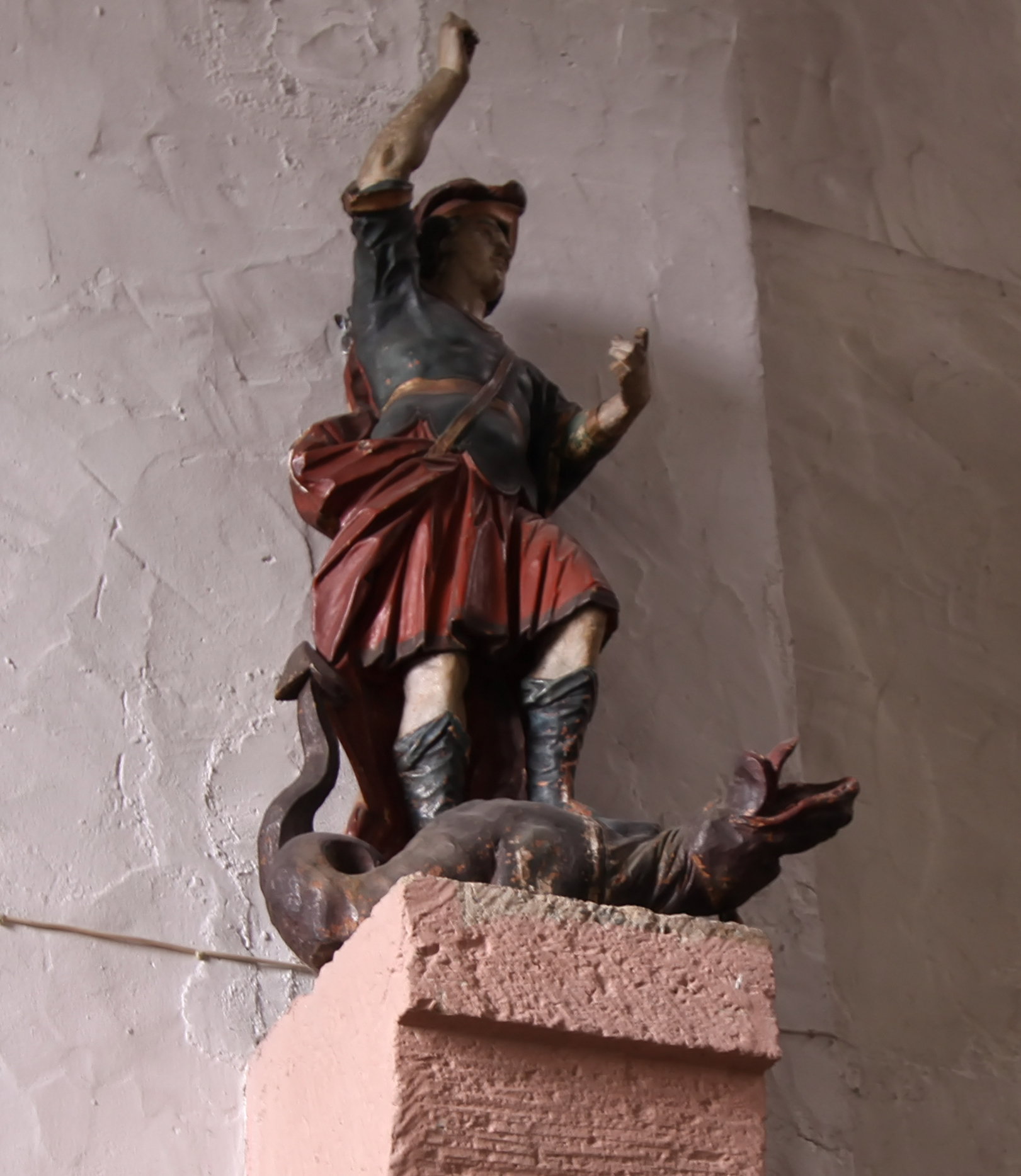
Hl. Georg über getötetem Drachen